# In the Days of Daniel Boone

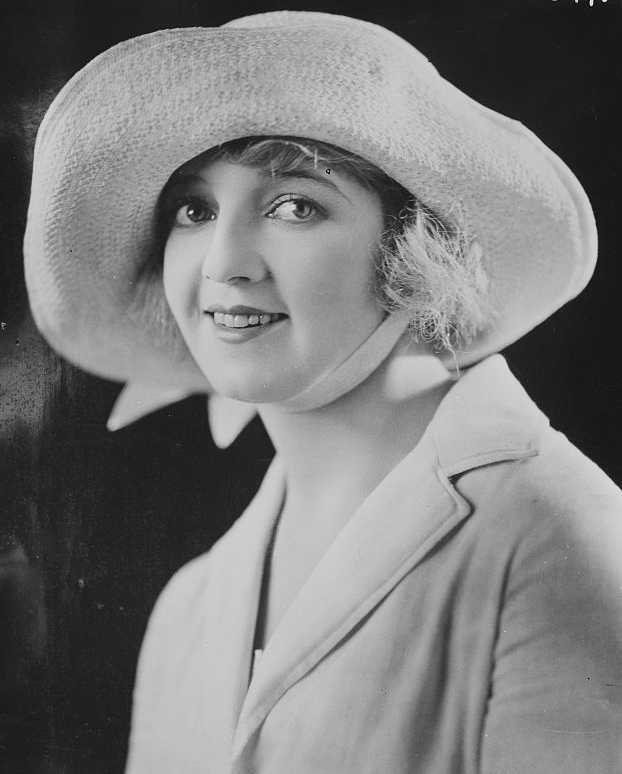
Eileen Sedgwick, que interpreta Susan Boone no seriado.

In the Days of Daniel Boone (bra Nos Dias de Daniel Boone) é um seriado estadunidense de 1923, no gênero western, dirigido por William James Craft, em 15 capítulos, estrelado por Charles Brinley, Jack Mower e Eileen Sedgwick. O seriado foi produzido e distribuído pela Universal Pictures, e veiculou nos cinemas estadunidenses entre 25 de junho e 1 de outubro de 1923.
Este seriado é considerado perdido. Um trailer foi incluído no DVD More Treasures from American, 1894-1931: 50 films, compilado pela National Film Preservation Foundation de 5 arquivos de filmes estadunidenses. Ele é preservado pela UCLA Film and Television Archive e tem um tempo de execução de 92 segundos.

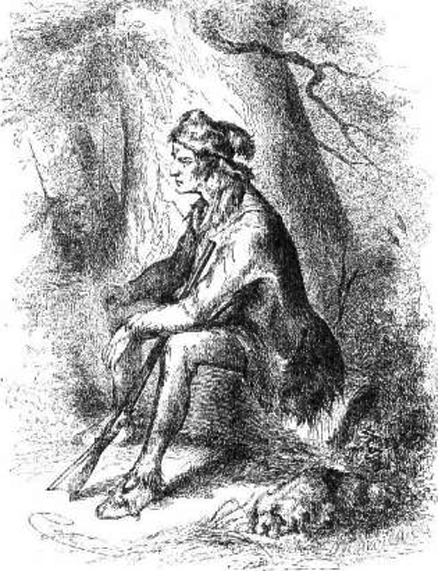
Retrato de Daniel Boone feito em 1854 para o livro Daniel Boone & the Hunters of Kentucky, de W. H. Bogart.

## Elenco
- Charles Brinley … Daniel Boone
- Jack Mower … Jack Gordon
- Eileen Sedgwick … Susan Boone
- Ruth Royce … Claire de Voe
- Herschel Mayall … General Braddock
- Duke R. Lee … George Washington
- Albert J. Smith … Capitão Charles Redmond
- Frank Farrington … Juiz Henderson
- Jack Lewis … James Monroe

## Capítulos
1. His Country's Need
2. At Sword's Point
3. Liberty or Death
4. Foiling the Regulators
5. Perilous Paths
6. Trapped
7. In the Hands of the Enemy
8. Over the Cliff
9. The Flaming Forest
10. Running the Gauntlet
11. The Wilderness Trail
12. The Fort in the Forest
13. The Boiling Springs
14. Chief Blackfish Attacks
15. Boone's Triumph

Fonte: 

## Daniel Boone
Acredita-se que este filme possa ser o responsável para a suposição popular de que Daniel Boone usava um boné de pele de guaxinim. Ele não o usava, pois era um quaker e usava um chapéu de feltro curto, com bordas viradas para cima, como pode ser visto em seus retratos. A razão para a confusão é que as pessoas, ao longo dos anos, identificaram Boone como o personagem feito por Jack Mower, que usava boné de pele de guaxinim. Porém, Jack Mower não interpretava Boone, e sim outro ator o interpretava, Charles Brinley. Observa-se, porém, que na ilustração feita em 1854, para o livro Daniel Boone & the Hunters of Kentucky, de W. H. Bogart, Boone é retratado com boné de pele, o que também pode ter dado origem à lenda.